# 2014年の相撲
< 2014年 | 2014年のスポーツ
2014年の相撲（2014ねんのすもう）では、相撲について2014年（平成26年）の出来事を述べる。
2013年-2014年-2015年

## できごと

### 1月
- 3日 - 【大相撲】錦戸部屋の幕下力士が東京都内の飲食店で酔って店の門松を壊したとして、麻布警察署に現行犯逮捕された。相撲協会はこの力士と錦戸親方に厳重注意処分[1]
- 7日 - 【大相撲】琴欧洲と時天空が日本国籍を取得、琴欧洲は欧州出身力士初、時天空はモンゴル出身幕内力士として3人目の日本国籍取得となる[2]
- 9日 - 【大相撲】熊ヶ谷親方（元十両・金親）が、日本相撲協会から提出を義務付けられていた年寄名跡証書を提出した。これにより、係争中の春日山親方（元幕内・濵錦）を除き年寄名跡証書が未提出の親方はいなくなった[3]。
- 11日 - 【大相撲】2013年11月場所で優勝の日馬富士の休場が決定[4]、前場所優勝力士の休場は2007年7月場所に優勝し、出場停止処分で9月場所を休場した朝青龍以来[5]
- 12日 - 【大相撲】この日、1月場所の初日を迎え、白鵬が栃煌山を押し出しで破り、大鵬の記録を更新する史上最速の76場所での通算800勝（前相撲除く）とし、同時に外国人力士最多勝利タイ記録の幕内通算706勝[6]
- 13日 - 【大相撲】1月場所2日目で白鵬が豊ノ島を引き落としで破り、幕内通算707勝として武蔵丸を抜いて史上5位、外国人力士では最多の勝利記録[7]
- 15日 - 【大相撲】1月場所4日目の時天空対佐田の富士戦で、佐田の富士のまわしが2度にわたり緩んだため締め直す珍事。2度目の締め直しの際には控え力士の嘉風までが土俵に上がる事態になった[8]。また20日に行われた9日目の時天空対翔天狼戦でも翔天狼のまわしが2回緩み、取組が中断するハプニングが発生した[9]。
- 18日 - 【大相撲】日本相撲協会が、公益財団法人移行に向けた理事（外部登用を除き定数10）と副理事（定数3）の候補を決めるための選挙（1月30日立候補受付、2月1日投票）を公示した。選挙管理委員長は花籠が務める[10]
- 21日
  - 【大相撲】秀ノ山親方（元関脇・琴錦）が年寄「中村」に名跡を変更し、佐渡ヶ嶽部屋から尾車部屋へ移籍した[11]。
  - 【大相撲】1月場所の10日目で旭天鵬が戦後史上最年長となる39歳4カ月での結びの一番を取り、出場回数を史上3位の1731回とした。なお取り組みは白鵬に押し出しで敗れている[12]
- 22日 - 【大相撲】毎日新聞社から幕内最高優勝者へ贈られる優勝額が、「色彩写真額」から「写真額」へと切り替わることが発表された[13]
- 23日 - 【大相撲】日本相撲協会が、公益財団法人移行に向けた理事（外部登用を除き定数10）と副理事（定数3）の候補を決めるための選挙を再公示し、投票日が2月1日から1月31日に前倒しとなった[14]
- 26日
  - 【大相撲】元幕内・木村山が現役を引退し、年寄「岩友」を襲名した[15]。
  - 【大相撲】1月場所の千秋楽で千代丸が十両で優勝。先場所優勝の実弟千代鳳に続いての優勝で、史上初の兄弟による十両で連続優勝[16]
  - 【大相撲】 大関稀勢の里が右足親指の負傷で1月場所の千秋楽を休場、現役2位の連続出場が953でストップ。7勝8敗で負け越しとなり、3月場所は初の角番となる[17]
  - 【大相撲】1月場所の千秋楽の結びの一番で、これまで1敗の鶴竜が全勝の白鵬を寄り倒しで破り、共に14勝1敗で優勝決定戦となったが、決定戦では白鵬が鶴竜を寄り切りで破り、白鵬が2場所ぶり28度目の幕内最高優勝達成[18]
- 27日 - 【大相撲】内閣府は1月28日付で日本相撲協会を公益財団法人に認定することを発表[19]
- 28日 - 【相撲】 日本相撲協会が、内閣府から公益財団法人への移行を認可された[20]。
- 30日
  - 【大相撲】財団法人日本相撲協会が、公益財団法人日本相撲協会へと改称した[14]
  - 【大相撲】日本相撲協会が理事会を開き、浅香山親方（元大関・魁皇）が友綱部屋から独立して浅香山部屋を創設する件と、高崎親方（元幕内・小城ノ花）が出羽海親方（元関脇・鷲羽山）と名跡を交換して出羽海部屋を継承する件を、共に2月1日付で承認した[21]。
- 31日 - 【大相撲】日本相撲協会が理事候補選挙（定数10）と副理事候補選挙（定数3）を行った。理事候補選挙では、協会ナンバー2の事業部長を務める九重親方（元横綱・千代の富士）が落選した[22]。

### 2月
- 9日 - 【大相撲】第38回日本大相撲トーナメントが行われ、碧山が幕内総合優勝
- 14日 - 【大相撲】2013年のアマチュア横綱である日本大学4年川端翔伍の幕下15枚目格付出での入門を理事会で承認[23]

### 3月
- 20日
  - 【大相撲】3月場所の12日目で39歳6カ月の旭天鵬が幕内勝ち越しを決め、年6場所となって以降では史上最年長記録を更新した[24]
  - 【大相撲】元大関・琴欧洲が現役を引退し、年寄「琴欧洲」を襲名した[25]。
- 23日 - 【大相撲】3月場所千秋楽で鶴竜が琴奨菊を寄り切りで破り、14勝1敗で初優勝[26]。理事長の北の湖は鶴竜の横綱昇進を横綱審議委員会へ諮問することを決めた[27]
- 24日
  - 【大相撲】横綱審議委員会が開かれ、鶴竜の横綱昇進を全会一致で推薦[28]
  - 【大相撲】日本相撲協会が公益財団法人に移行して初の理事会と評議会が開かれ、理事長の北の湖が再任された[29]
- 26日 - 【大相撲】5月場所番付編成会議と臨時理事会が開かれ、大関の鶴竜の第71代横綱への昇進が正式に決まった。外国人力士では史上6人目、モンゴル人では4人目[30]。現役横綱は3人となる。
- 28日 - 【大相撲】明治神宮において、鶴竜の横綱推挙式と、奉納土俵入りが行われた[31]

### 4月
- 2日 - 【大相撲】三保ヶ関親方（元幕内 金開山）が年寄「高崎」を継承し、名跡変更した[32]。
- 3日
  - 【大相撲】公益財団法人に移行して初めての職務分掌が決定。事業部長に八角、総合企画部長に貴乃花、広報部長に出来山など[33]
  - 【大相撲】野球賭博問題、八百長問題、飲酒運転で昇格停止処分を受けていた親方5名（うち期間満了2名）の処分が解かれ、委員や主任へと昇格した[34]
- 26日・27日
  - 【大相撲】ニコニコ超会議3の企画として、巡業「大相撲超会議場所」（幕張メッセ）が連日開催された[35]。

### 5月
- 10日 - 【大相撲】序二段の北斗龍（最高位は三段目）が5月場所を初日から休場することが発表され、現役1位で、かつ関取未経験者としては最長の、初土俵以来の連続在位記録が1169で止まった
- 11日 - 【大相撲】5月場所初日が1997年以来17年ぶりに満員札止めを記録[36]
- 16日 - 【大相撲】5月場所6日目が、5月場所前半の平日としては1997年以来17年ぶりに満員御礼を記録[37]
- 20日 - 【大相撲】旭天鵬が5月場所の初白星を挙げて、幕内白星の最年長記録を達成[38]
- 22日 - 【大相撲】5月場所12日目結びの一番の豪栄道と鶴竜の取組で、行司軍配は豪栄道に上がったが、控え力士の白鵬が物言いをつけて協議の結果、豪栄道に髷掴みの反則があったとして鶴竜の反則勝ちとなった。控え力士が物言いをつけたのは、幕内では1996年1月場所9日目の大関貴ノ浪以来18年ぶりで、横綱が相手力士の反則で勝利するのは史上初[39]
- 23日 - 【大相撲】5月場所13日目が、東京場所の平日としては1999年1月場所13日目以来15年ぶりに札止め[40]
- 24日 - 【大相撲】5月場所14日目結びの一番で、日馬富士が対戦相手の髷を掴んだとして反則負け。横綱が反則行為を犯して負けを宣告されるのは11年ぶり、史上2例目[41]
- 25日 - 【大相撲】5月場所千秋楽の結びの一番で白鵬が日馬富士を上手投げで破り、通算29度目の優勝達成[42]
- 29日 - 【大相撲】時天空（最高位は小結）が年寄名跡「間垣」を取得。モンゴル出身者では初の名跡取得[43]

### 6月
- 30日 - 【大相撲】この日発表の7月場所番付で、関脇豪栄道の連続関脇在位記録が、昭和以降単独トップの14場所となる[44]

### 7月
- 15日 - 【大相撲】白鵬、日馬富士、鶴竜の3横綱が揃って初日から3連勝。在位している3横綱全員が初日から3連勝したのは、1989年3月場所（北勝海、千代の富士、大乃国）以来、約25年ぶりの記録[45]
- 16日 - 【大相撲】嘉風が横綱日馬富士戦に勝利して初金星。32歳3ヶ月27日での初金星は、年6場所制以降の入門者としては最年長で、従来の記録（玉龍の32歳3ヶ月21日）を6日更新[46]
- 17日 - 【大相撲】大砂嵐が横綱鶴竜戦に勝利して初金星。初土俵から15場所目での初金星は、年6場所制以降では、小錦（14場所）に次ぐ史上2位（幕下付出入門者を除く）のスピード記録[47]
- 18日 - 【大相撲】大砂嵐が横綱日馬富士戦に勝利して2日連続で金星獲得。横綱初挑戦から2日連続での金星獲得は1場所15日制定着以降で初[48]
- 21日 - 【大相撲】豪風が横綱日馬富士戦に勝利して初金星。35歳1ヶ月での初金星は、年6場所制以降の入門者としては最年長で、従来の記録（嘉風の32歳3ヶ月）を2歳10ヶ月更新[49]
- 27日 - 【大相撲】7月場所の千秋楽を迎え、結びの一番で日馬富士を上手出し投げに破った横綱白鵬が、2場所連続30度目の優勝[50]
- 30日 - 【大相撲】9月場所番付編成会議と臨時理事会が開かれ、関脇の豪栄道の大関昇進が正式に決まった。大阪府出身の大関は1970年7月場所後に昇進した前の山以来44年ぶり[51]

### 8月
- 7日 - 【大相撲】福島県いわき市で日本相撲協会主催の復興祈願イベントが開催[52]
- 13日 - 【大相撲】東日本大震災で被災した宮城県気仙沼市に、関取衆で構成している力士会が土俵を贈呈。被災地への土俵贈呈は2例目[53]
- 29日 - 【大相撲】清見潟親方（元幕内 栃栄）が年寄「三保ヶ関」を継承し、名跡変更した[54]。

### 9月
- 1日 - 【大相撲】9月場所の番付が発表となり、豪風が35歳2ヶ月の戦後最高齢で新関脇に昇進。新入幕から68場所を要したのも史上最スロー記録[55]
- 13日 - 【大相撲】この日旭天鵬が40歳の誕生日を迎えたため、年6場所制定着以降では初の40代幕内力士となった。年6場所制定着以前を含めると、名寄岩以来60年ぶり[56]
- 17日 - 【大相撲】9月場所4日目の取組で横綱日馬富士が相手の髷を掴んだとして、横綱としては史上初の2回目の反則負けとなった。対戦相手の嘉風は西前頭3枚目であるが、反則勝ちのため金星にはならなかった[57]
- 22日 - 【大相撲】日本相撲協会はデング熱の影響で、明治神宮での横綱奉納土俵入りと富岡八幡宮での鶴竜の横綱土俵入りを中止することを発表[58]
- 24日 - 【大相撲】9月場所11日目の取組で、逸ノ城が大関稀勢の里に勝って10勝目。入門5場所目での大関戦勝利と幕内2桁白星はともに最速記録を更新[59]
- 26日
  - 【大相撲】この日、旭天鵬の40歳代の幕内力士としては73年ぶりの勝ち越しが決定した[60]
  - 【大相撲】逸ノ城が横綱鶴竜に勝利して初金星を獲得。新入幕力士の金星獲得は41年ぶりで、入門5場所目での獲得は史上最速記録[61]
  - 【大相撲】元小結・若荒雄が現役を引退し、年寄「不知火」を襲名した[62]。
- 28日 - 【大相撲】9月場所の千秋楽が行われ、横綱白鵬が14勝1敗で史上2位となる通算31度目の優勝達成。逸ノ城が13勝2敗は新入幕の力士では15日制導入以降では最多タイ記録[63]

### 10月
- 2日 - 【大相撲】日本相撲協会の理事会が、公認相撲規則の禁じ手反則に定められた「頭髪を故意につかむこと」という表現から「故意に」という表現を削除することを決定した。新しい反則の規定は11月場所から適用される[64]。9月の定例会での申し入れを受けて運営審議委員会の解散を発表した[65]。
- 6日 - 【大相撲】第73回全日本力士選士権大会が国技館で行われ、横綱鶴竜が幕内トーナメントで初優勝。なお、本来ならこの大会に先立って行われる明治神宮での横綱土俵入りはデング熱の国内感染が拡大している影響で中止された[66][67]
- 27日 - 【大相撲】11月場所の番付が発表となり、逸ノ城が史上最速の新関脇に昇進。また、新入幕の阿夢露が外国出身力士の最スロー新入幕記録を更新した[68]

### 11月
- 8日 - 【アマチュア相撲】2日間にわたって開催される全国学生相撲選手権大会の初第1日が行われ、個人戦で東洋大学4年の大道久司が初優勝。学生横綱となり、大相撲の幕下15枚目格付出資格を取得[69]
- 11日 - 【大相撲】幕内髙安が、対戦相手の横綱日馬富士の勇み足で金星獲得。横綱が勇み足で負けて金星を配給したのは、1972年3月場所7日目（北の富士が当時平幕の貴ノ花に負けて配給）以来、約42年ぶり、戦後4度目の珍事。横綱が勇み足で負けたこと自体は、1996年5月場所中日（曙が関脇貴闘力に勇み足で敗北）以来、約18年ぶり[70]
- 12日 - 【大相撲】幕内佐田の海が、この日の取組に髷を掴む反則があったとして反則負けとなった。10月に改定された新しい公認勝負規則で厳しく取ることになった髷つかみによる反則を取られた初の力士となった[71]
- 14日 - 【大相撲】横綱白鵬が、幕内髙安に敗れて金星配給。2013年1月場所3日目（妙義龍戦）以来10場所ぶりの金星配給で、史上1位だった対平幕戦の連勝記録が82で止まった。また、この日は6日目だったため、同様に史上1位だった中日勝ち越しの連続記録も10場所で止まった[72]
- 16日 - 【大相撲】この日に開催された日本相撲協会の定例理事会で、従来の規定によって65歳で停年退職となった年寄を、70歳まで再雇用できる制度を導入することが決定され、即日導入された[73]
- 11月16日 - 【大相撲】この日、横綱白鵬の8年連続8度目の年間最多勝が確定した[74]
- 20日
  - 【大相撲】この日、九州場所の平日としては17年ぶりの満員御礼を記録した[75]
  - 【大相撲】ブラジル出身の幕内魁聖の日本国籍取得が、この日付で日本政府から承認された[76]
- 22日
  - 【大相撲】大関琴奨菊の負け越しがこの日に決定した。負け越し決定後も12日目に負け越しが決定していた豪栄道とともに千秋楽まで場所を務めたため、2000年7月場所以来、約14年ぶりの2大関皆勤負け越しとなった[77]
  - 【大相撲】この日に2014年の大相撲の年6場所全て千秋楽に優勝が決定することとなった。日本相撲協会広報担当によると、1999年以来15年ぶりの珍しい1年となった。[78]
- 23日
  - 【大相撲】11月場所の千秋楽が行われて横綱白鵬が32回目の幕内最高優勝を果たし、大鵬の持つ史上最多記録に43年ぶり並んだ。十両は時天空が2004年5月場所以来62場所ぶり2度目の優勝で、史上最も間隔の空いた十両優勝となった[79][80]
  - 【大相撲】40歳2ヶ月の幕内旭天鵬が15場所ぶり7度目の敢闘賞受賞で、若瀬川泰二の記録（38歳9ヶ月で技能賞受賞）を抜いて史上最高齢記録となった[81]
  - 【大相撲】翌日に65歳の誕生日を控えた楯山親方（元関脇・玉ノ富士）がこの日付で日本相撲協会を停年退職。同時に、新たに年寄にのみ適用されることになった再雇用制度の適用第1号となった[82]
- 24日 - 【大相撲】この日付で放駒親方（元関脇・玉乃島）と二所ノ関親方（元幕内・玉力道）が片男波部屋から松ヶ根部屋に移籍した[83]

### 12月
- 1日 - 【大相撲】この日付で松ヶ根親方（元大関・若嶋津）と二所ノ関親方（元幕内・玉力道）が名跡を交換し、松ヶ根部屋が二所ノ関部屋に改称された[84]
- 15日 - 【大相撲】幕内の栃乃若が現役を引退した[85]。

## 競技結果

### 大相撲

#### 本場所

##### 一月場所（初場所）
両国国技館（東京都）を会場に、初日の2014年（平成26年）1月12日（日）から千秋楽の1月26日（日）までの15日間開催された。番付発表は2013年（平成25年）12月24日。
| タイトル     | タイトル     | 人物 （所属部屋 出身地） - 成績                                                                |
| ------------ | ------------ | ---------------------------------------------------------------------------------------------- |
| 幕内最高優勝 | 幕内最高優勝 | 白鵬翔（宮城野部屋 モンゴル・ウランバートル出身）（2場所ぶり28回目） - 14勝1敗 ※優勝決定戦勝利 |
| 三賞         | 殊勲賞       | 該当者無し                                                                                     |
| 三賞         | 敢闘賞       | 遠藤聖大（追手風部屋 石川県鳳珠郡穴水町出身）（初受賞） - 11勝4敗                              |
| 三賞         | 技能賞       | 該当者無し                                                                                     |
| 十両優勝     | 十両優勝     | 千代丸一樹（九重部屋 鹿児島県志布志市出身） - 13勝2敗                                          |
| 幕下優勝     | 幕下優勝     | 肥後嵐悠太（木瀬部屋 熊本県熊本市東区出身） - 7戦全勝                                          |
| 三段目優勝   | 三段目優勝   | 堀切洸助（錣山部屋 埼玉県越谷市出身） - 7戦全勝                                                |
| 序二段優勝   | 序二段優勝   | 琴仁成篤（佐渡ヶ嶽部屋 東京都新宿区出身） - 7戦全勝 ※優勝決定戦勝利                            |
| 序ノ口優勝   | 序ノ口優勝   | 突光力和樹（荒汐部屋 石川県金沢市出身） - 6勝1敗 ※優勝決定戦勝利                               |

##### 三月場所（春場所、大阪場所）
大阪府立体育会館（大阪府）を会場に、初日の2014年（平成26年）3月9日（日）から千秋楽の3月23日（日）までの15日間開催された。番付発表は2月24日。
| タイトル     | タイトル     | 人物 （所属部屋 出身地） - 成績                                       |
| ------------ | ------------ | --------------------------------------------------------------------- |
| 幕内最高優勝 | 幕内最高優勝 | 鶴竜力三郎（井筒部屋 モンゴル・スフバートル出身）（初優勝） - 14勝1敗 |
| 三賞         | 殊勲賞       | 豪栄道豪太郎（境川部屋 大阪府寝屋川市出身）（3回目） - 12勝3敗        |
| 三賞         | 敢闘賞       | 嘉風雅継（尾車部屋 大分県佐伯市出身）（3回目） - 10勝5敗              |
| 三賞         | 技能賞       | 該当者無し                                                            |
| 十両優勝     | 十両優勝     | 豊真将紀行（錣山部屋 山口県下関市出身） - 14勝1敗                     |
| 幕下優勝     | 幕下優勝     | 栃ノ心剛（春日野部屋 ジョージア・ムツヘタ出身） - 7戦全勝             |
| 三段目優勝   | 三段目優勝   | 千代嵐慶喜（九重部屋 千葉県木更津市出身） - 7戦全勝 ※優勝決定戦勝利   |
| 序二段優勝   | 序二段優勝   | 千代の勝光王（九重部屋 沖縄県うるま市出身） - 7戦全勝                 |
| 序ノ口優勝   | 序ノ口優勝   | 安彦剣太郎（追手風部屋 東京都葛飾区出身） - 7戦全勝                   |

##### 五月場所（夏場所）
両国国技館（東京都）を会場に、初日の2014年（平成26年）5月11日（日）から千秋楽の5月25日（日）までの15日間開催された。番付発表は4月24日。
| タイトル     | タイトル     | 人物 （所属部屋 出身地） - 成績 |
| ------------ | ------------ | --- |
| 幕内最高優勝 | 幕内最高優勝 | 白鵬翔（宮城野部屋 モンゴル・ウランバートル出身）（2場所ぶり29回目） - 14勝1敗                                                        |
| 三賞         | 殊勲賞       | 豪栄道豪太郎（境川部屋 大阪府寝屋川市出身）（2場所連続4回目）- 8勝7敗                                                                 |
| 三賞         | 敢闘賞       | 勢翔太（伊勢ノ海部屋 大阪府交野市出身）（3場所ぶり2回目） - 11勝4敗 佐田の海貴士（境川部屋 熊本県熊本市東区出身）（初受賞） - 10勝5敗 |
| 三賞         | 技能賞       | 該当者なし |
| 十両優勝     | 十両優勝     | 逸ノ城駿（湊部屋 モンゴル・アルハンガイ出身） - 11勝4敗 ※優勝決定戦勝利                                                               |
| 幕下優勝     | 幕下優勝     | 栃ノ心剛（春日野部屋 ジョージア・ムツヘタ出身） - 7戦全勝                                                                             |
| 三段目優勝   | 三段目優勝   | 霧嵐聖（陸奥部屋 茨城県稲敷市出身） - 7戦全勝 ※優勝決定戦勝利                                                                         |
| 序二段優勝   | 序二段優勝   | 安彦剣太郎（追手風部屋 東京都葛飾区出身） - 7戦全勝                                                                                   |
| 序ノ口優勝   | 序ノ口優勝   | 正代直也（時津風部屋 熊本県宇土市出身） - 7戦全勝                                                                                     |

##### 七月場所（名古屋場所）
愛知県体育館（愛知県）を会場に初日の2014年（平成26年）7月13日（日）から千秋楽の7月27日（日）までの15日間開催された。番付発表は6月30日。
| タイトル     | タイトル     | 人物 （所属部屋 出身地） - 成績                                                |
| ------------ | ------------ | ------------------------------------------------------------------------------ |
| 幕内最高優勝 | 幕内最高優勝 | 白鵬翔（宮城野部屋 モンゴル・ウランバートル出身）（2場所連続30回目） - 13勝2敗 |
| 三賞         | 殊勲賞       | 豪栄道豪太郎（境川部屋 大阪府寝屋川市出身）（3場所連続5回目） - 12勝3敗        |
| 三賞         | 敢闘賞       | 髙安晃（田子ノ浦部屋 茨城県土浦市出身）（9場所ぶり2回目） - 11勝4敗            |
| 三賞         | 技能賞       | 該当者なし                                                                     |
| 十両優勝     | 十両優勝     | 栃ノ心剛（春日野部屋 ジョージア・ムツヘタ出身） - 13勝2敗 ※優勝決定戦勝利      |
| 幕下優勝     | 幕下優勝     | 力真樹（立浪部屋 熊本県球磨郡多良木町出身） - 7戦全勝                          |
| 三段目優勝   | 三段目優勝   | 飛燕力敬介（尾車部屋 新潟県燕市出身） - 7戦全勝                                |
| 序二段優勝   | 序二段優勝   | 芝匠（木瀬部屋 東京都町田市出身） - 7戦全勝 ※優勝決定戦勝利                    |
| 序ノ口優勝   | 序ノ口優勝   | 濱口航洋（木瀬部屋 三重県志摩市出身） - 7戦全勝                                |

##### 九月場所（秋場所）
両国国技館（東京都）を会場に、初日の2014年（平成26年）9月14日（日）から千秋楽の9月28日（日）までの15日間開催されていた。番付発表は9月1日。
| タイトル     | タイトル     | 人物 （所属部屋 出身地） - 成績                                                  |
| ------------ | ------------ | -------------------------------------------------------------------------------- |
| 幕内最高優勝 | 幕内最高優勝 | 白鵬翔（宮城野部屋 モンゴル・ウランバートル出身）（3場所連続31回目） - 14勝1敗   |
| 三賞         | 殊勲賞       | 逸ノ城駿（湊部屋 モンゴル・アルハンガイ出身）（初受賞） - 13勝2敗                |
| 三賞         | 敢闘賞       | 逸ノ城駿（湊部屋 モンゴル・アルハンガイ出身）（初受賞） - 13勝2敗                |
| 三賞         | 技能賞       | 安美錦竜児（伊勢ヶ濱部屋 青森県西津軽郡深浦町出身）（28場所ぶり6回目） - 10勝5敗 |
| 十両優勝     | 十両優勝     | 栃ノ心剛（春日野部屋 ジョージア・ムツヘタ出身） - 15戦全勝                       |
| 幕下優勝     | 幕下優勝     | 安彦剣太郎（追手風部屋 東京都葛飾区出身） - 7戦全勝                              |
| 三段目優勝   | 三段目優勝   | 髙木立太（木瀬部屋 石川県金沢市出身） - 7戦全勝                                  |
| 序二段優勝   | 序二段優勝   | 濱口航洋（木瀬部屋 三重県志摩市出身） - 7戦全勝                                  |
| 序ノ口優勝   | 序ノ口優勝   | 竜電剛至（高田川部屋 山梨県甲府市出身） - 7戦全勝                                |

##### 十一月場所（九州場所）
福岡国際センター（福岡県）を会場に、初日の2014年（平成26年）11月9日（日）から千秋楽の11月23日（日）までの15日間開催された。番付発表は10月27日。
| タイトル     | タイトル     | 人物 （所属部屋 出身地） - 成績 |
| ------------ | ------------ | --- |
| 幕内最高優勝 | 幕内最高優勝 | 白鵬翔（宮城野部屋 モンゴル・ウランバートル出身）（4場所連続32回目） - 14勝1敗                                                               |
| 三賞         | 殊勲賞       | 栃ノ心剛（春日野部屋 ジョージア・ムツケタ出身）（21場所ぶり4回目） - 11勝4敗                                                                 |
| 三賞         | 敢闘賞       | 髙安晃（田子ノ浦部屋 茨城県土浦市出身）（8場所ぶり2回目） - 10勝5敗 旭天鵬勝（友綱部屋 モンゴル・ナライハ出身）（15場所ぶり7回目） - 10勝5敗 |
| 三賞         | 技能賞       | 該当者なし |
| 十両優勝     | 十両優勝     | 時天空慶晃（時津風部屋 モンゴル・トゥブ出身） - 12勝3敗                                                                                      |
| 幕下優勝     | 幕下優勝     | 肥後嵐悠太（木瀬部屋 熊本県熊本市北区出身） - 7戦全勝                                                                                        |
| 三段目優勝   | 三段目優勝   | 篠原開（阿武松部屋 大阪府交野市出身） - 7戦全勝                                                                                              |
| 序二段優勝   | 序二段優勝   | 竜電剛至（高田川部屋 山梨県甲府市出身） - 7戦全勝 ※優勝決定戦勝利                                                                            |
| 序ノ口優勝   | 序ノ口優勝   | 佐藤貴信（貴乃花部屋 兵庫県芦屋市出身） - 7戦全勝                                                                                            |

#### トーナメント大会
- 第38回日本大相撲トーナメント（2月9日・国技館）
  - 優勝：碧山亘右（初優勝）
- 第73回明治神宮例祭奉祝全日本力士選士権大会（10月6日・国技館）
  - 優勝：鶴竜力三郎（初優勝）

#### 巡業

##### 春巡業
- 3月30日 - 伊勢神宮奉納大相撲（三重県・伊勢神宮相撲場）
  - 幕内上位力士トーナメント優勝者：稀勢の里寛（初優勝）[86]
- 3月31日 - 門真市制施行50周年記念 大相撲門真場所（大阪府・門真市立旧第六中学校運動広場）[87]
- 4月1日 - 大相撲京都場所（京都府・島津アリーナ京都）[88]
- 4月4日 - 靖国神社奉納大相撲（東京都・靖国神社相撲場）[89]
- 4月5日 - 大相撲藤沢場所（神奈川県・藤沢市秋葉台文化体育館）[90]
  - 幕内上位力士トーナメント優勝者：鶴竜力三郎[91]
- 4月6日 - 大相撲富士山場所（静岡県・ふじさんめっせ）[92]
- 4月12日 - 大相撲ぐんま場所（群馬県・ぐんま武道場）[93]
- 4月19日 - 館山市制施行75周年記念 福祉大相撲館山場所（千葉県・千葉県立館山運動公園体育館）[94]
- 4月20日 - 大相撲笠間場所（茨城県・笠間市民体育館）[95]
- 4月26日〜27日 - 大相撲超会議場所（千葉県・幕張メッセ）[96]
  - 2日目幕内トーナメント優勝者：日馬富士公平

##### 夏巡業
- 8月7日 - 福島県いわき市復興祈願土俵入り（福島県・いわき市立総合体育館）[97]
- 8月8日 - 大相撲石岡・小美玉場所（茨城県・石岡市運動公園体育館）[98]
- 8月9日 - 大相撲新潟場所（新潟県・朱鷺メッセ 新潟コンベンションセンター）[99]
- 8月10日 - 大相撲長井黒獅子場所（山形県・置賜生涯学習プラザ体育館）[100]
- 8月11日 - 大相撲中新田場所（宮城県・中新田体育館）[101]
- 8月12日 - 大相撲秋田場所（秋田県・秋田県立体育館）[102]
- 8月15日 - 大相撲千歳場所（北海道・千歳市スポーツセンター）[103]
- 8月16日 - 大相撲札幌場所（北海道・月寒グリーンドーム）
- 8月17日 - 大相撲釧路場所（北海道・湿原の風アリーナ釧路）[104]

##### 秋巡業
- 10月10日 - 浜っこ育成・大相撲横浜場所（神奈川県・横浜文化体育館）
- 10月11日 - 大相撲さいたま場所（埼玉県・さいたま市記念総合体育館）
- 10月12日 - 大相撲金沢場所（石川県・金沢市営久安運動広場）
- 10月13日 - 北陸新幹線「新高岡駅」開業記念事業 大相撲高岡場所（富山県・高岡市民体育館）[105]
- 10月17日 - 大相撲秦野場所（神奈川県・秦野市総合体育館）
- 10月18日 - 大相撲富士山駿河場所（静岡県・PLAZA VERDE キラメッセぬまづ）[106]
- 10月19日 - 大相撲京丹後場所（京都府・京丹後市大宮社会体育館）[107]
- 10月20日 - 大相撲丹波場所（兵庫県・三ツ塚ふれあいセンター愛育館）[108]
- 10月21日 - 大相撲高松場所（香川県・サンメッセ香川）[109]
- 10月22日 - 大相撲隠岐の島場所（島根県・隠岐の島町総合体育館）[110]
- 10月24日 - 大相撲倉敷場所（岡山県・水島緑地福田公園体育館）[111]
- 10月25日 - 大相撲広島場所（広島県・広島市東区スポーツセンター）
- 10月26日 - 防府市体育協会結成90周年記念大相撲防府場所（山口県・ソルトアリーナ防府）[112]

##### 冬巡業
- 11月30日 - 大相撲芦北場所（熊本県・芦北町民総合センターしろやまスカイドーム）[113]
- 12月2日 - 大相撲鹿児島場所（鹿児島県・鹿児島アリーナ）[114]
- 12月3日 - 大相撲佐賀場所（佐賀県・佐賀県総合体育館）[115]
- 12月4日 - 大相撲もち吉直方場所（福岡県・直方市体育館）[116]
- 12月6日 - 大相撲真庭場所（岡山県・白梅総合体育館）[117]

#### 新弟子検査合格者
四股名が太字の者は現役力士。最高位は引退力士のみ記載。
| 場所     | 人数 | 主な合格者 | 四股名         | 最高位     | 最終場所      | 備考             |
| -------- | ---- | ---------- | -------------- | ---------- | ------------- | ---------------- |
| 1月場所  | 13人 | 安彦剣太郎 | 剣翔桃太郎     | （現役）   | （現役）      |                  |
| 1月場所  | 13人 | 水田健斗   | 貴健斗誠虎     | （現役）   | （現役）      |                  |
| 1月場所  | 13人 | 藤原虎太郎 | 武将山虎太郎   | （現役）   | （現役）      |                  |
| 3月場所  | 49人 | 川端翔伍   | 大翔丸翔伍     | （現役）   | （現役）      | 幕下15枚目格付出 |
| 3月場所  | 49人 | 正代直也   | 正代直也       | （現役）   | （現役）      |                  |
| 3月場所  | 49人 | 芝匠       | 紫雷匠         | （現役）   | （現役）      |                  |
| 3月場所  | 49人 | 谷松将人   | 湘南乃海桃太郎 | （現役）   | （現役）      |                  |
| 3月場所  | 49人 | 中尾勇磨   | 勇磨猛         | （現役）   | （現役）      |                  |
| 3月場所  | 49人 | 髙木立太   | 髙立直哉       | 十両13枚目 | 2021年5月場所 |                  |
| 5月場所  | 9人  |            |                |            |               |                  |
| 7月場所  | 5人  |            |                |            |               |                  |
| 9月場所  | 4人  | 佐藤貴信   | 貴景勝貴信     | 大関       | 2024年9月場所 |                  |
| 11月場所 | 7人  |            |                |            |               |                  |

#### 引退
| 場所     | 人数 | 主な引退力士 | 最高位     | 初土俵         | 備考               |
| -------- | ---- | ------------ | ---------- | -------------- | ------------------ |
| 1月場所  | 17人 | 木村山守     | 前頭7枚目  | 2004年3月場所  | 年寄「岩友」襲名   |
| 1月場所  | 17人 | 寶千山幸勘   | 前頭14枚目 | 2000年3月場所  | 年寄「君ヶ濱」襲名 |
| 1月場所  | 17人 | 琴国晃将     | 十両4枚目  | 1994年3月場所  |                    |
| 3月場所  | 7人  | 琴欧洲勝紀   | 大関       | 2002年11月場所 | 年寄「琴欧洲」襲名 |
| 5月場所  | 12人 | 皇風俊司     | 前頭13枚目 | 2009年1月場所  |                    |
| 5月場所  | 12人 | 丹蔵隆浩     | 十両6枚目  | 2007年3月場所  |                    |
| 7月場所  | 13人 | 隆の山俊太郎 | 前頭12枚目 | 2001年11月場所 |                    |
| 7月場所  | 13人 | 鬼嵐力       | 十両7枚目  | 2000年7月場所  |                    |
| 9月場所  | 18人 | 若荒雄匡也   | 小結       | 1999年3月場所  | 年寄「不知火」襲名 |
| 11月場所 | 8人  |              |            |                |                    |

##### 引退相撲興行
- 2月1日 - 雅山引退二子山襲名披露大相撲（両国国技館）[130]
- 10月4日 - 琴欧洲引退断髪披露大相撲（両国国技館）[131]

##### 断髪式
- 2月8日 - 元大関・把瑠都[132]
- 4月26日 - 元幕内・木村山（岩友親方）[133]
- 6月1日 - 元幕内・寶智山（君ヶ濱親方）[134]
- 6月22日 - 元幕内・皇風[135]
- 9月7日 - 元幕内・隆の山[136]

## 死去
- 1月2日 - 追風山裕邦（最高位：前頭6枚目、所属：追手風部屋→立浪部屋、* 1938年【昭和13年】）[137]
- 2月 - 三木功（第44代学生横綱）[138]
- 3月8日 - 舘岡儀秋（学生横綱、アマチュア横綱、駒澤大学相撲部監督、日本相撲連盟常務理事、国際相撲連盟常任理事などを歴任、*1949年）[139]
- 5月18日 - 魁傑將晃（最高位：大関、所属：花籠部屋、第11代日本相撲協会理事長、* 1948年【昭和23年】）[140]
- 8月12日 - 金剛正裕（最高位：関脇、所属：二所ノ関部屋、* 1948年【昭和23年】）[141]
- 8月12日 - 双津竜順一（最高位：小結、所属：時津風部屋、* 1950年【昭和25年】）[142]
- 8月29日 - 龍虎勢朋（最高位：小結、所属：花籠部屋、* 1941年【昭和16年】）[143]
- 9月16日 - 若秩父高明（最高位：関脇、所属：花籠部屋、* 1939年【昭和14年】）[144]